# ノッチバック

ノッチバック型の例図

ノッチバックは、自動車の形状の1つである。「3ボックス形」と同義であり、セダンの大部分やクーペの一部で、キャビンとトランク部分（ラゲッジスペース）の区別がはっきりした外観の型の乗用車の総称。
あくまでもスタイルによる区分であり、リアピラーの角度、トランクの大きさなどに明確な分類の基準はない。

## 概要
その名のとおり、明確な「ノッチ」（Notch：折れ、切欠き、段差）を持った「バック」（Back：背中）形状で、ルーフパネルは水平で、比較的角度のきつい（立った）リアウィンドウを持つ。「水平基調」と呼ばれるフォーマルでモダン、かつ落ち着いたスタイルを狙う場合に採用される。
特にノッチバック型であることを強調する場合は、セダンは「ノッチバックセダン」、クーペは「ノッチバッククーペ」と定義付けられることがある。
これに対し、リアウィンドウの角度が寝かされ、ルーフからリアエンドまでなだらかな線で降りてくるものを「ファストバック」、ルーフラインが下がりきる前に垂直に近い角度で切り落とした尾部形状を「カムバック」（カムテールまたはコーダトロンカとも）と呼ぶ。
ハッチバックに比べると車体剛性が損なわれにくい、車体の空力性能や車内の静粛性を高めやすい、被追突時における乗員へのリスクが小さい、ラゲッジルーム（荷室）の荷物の匂いがキャビン内部まで漂ってこない、客室における空調システム（エアコン・ヒーター）の効きが良い、ステータス性があるなどのメリットが有る。また北米や中国では、荷室の中を覗かれない、信号待ちの間にテールゲートを破壊されて車内に侵入されないという防犯・セキュリティ上のメリットもある。逆にデメリットとしては荷室開口部が狭いので物を出し入れしづらい、後部座席からラゲッジルームの物がアクセスできない（とれない）、エアコンやヒーターによる荷室の温度調節ができない、クーペやステーションワゴンと同様に全長が長くなって（特にリアオーバーハング部分）取り回しに不利、などが挙げられる。この他ノッチバックはトランクスルーを備えるか否かで、積載容量が大きく異なる点も注意が必要である。
従来日本ではハッチバックは商用バンのイメージがあり人気がなかったが、ステーションワゴンやミニバン、SUVが人気を博すと積載能力に優れるバックドア（ハッチバック）機構を持った乗用車が大衆車として受け入れられるようになり、現在では需要面において完全にノッチバックを凌駕した。その一方で高級車市場ではトランクの容量が十分に大きいこともあってか、日本メーカー製のハッチバックセダンは全く存在しておらず、ステータス性・走行性能・キャビンの快適性に優れるノッチバックの独壇場となっている。またタクシーや教習車、パトロールカー（主に警ら車や覆面パトカー）、社用車といった分野の業務用セダンでもノッチバックが大多数を占めている。俗に「ノッチバックセダンは自動車の基本形である」という主張がされることがあるが、教習車での採用が多いことがその裏付けの一つとして語られやすい。また趣味性が非常に高いクーペでも2023年現在、新車として販売されているコンパクトスポーツカーのトヨタ・GRヤリスを除き、かつてのフォルクスワーゲン・シロッコを代表とした一部の欧州車に見られた3ドア・2ボックススタイルのハッチバッククーペはほぼ見られなくなった。
2.5ボックスなどともいわれる、リアデッキ（トランクスペース上面）、ならびにリアオーバーハングが極端に短いものを、「セミノッチバック」（または「ショートノッチバック」）が、近年ではインド市場専売車種（例・スズキ・ディザイア、ホンダ・アメイズ等）を除き、ほぼ存在しない。

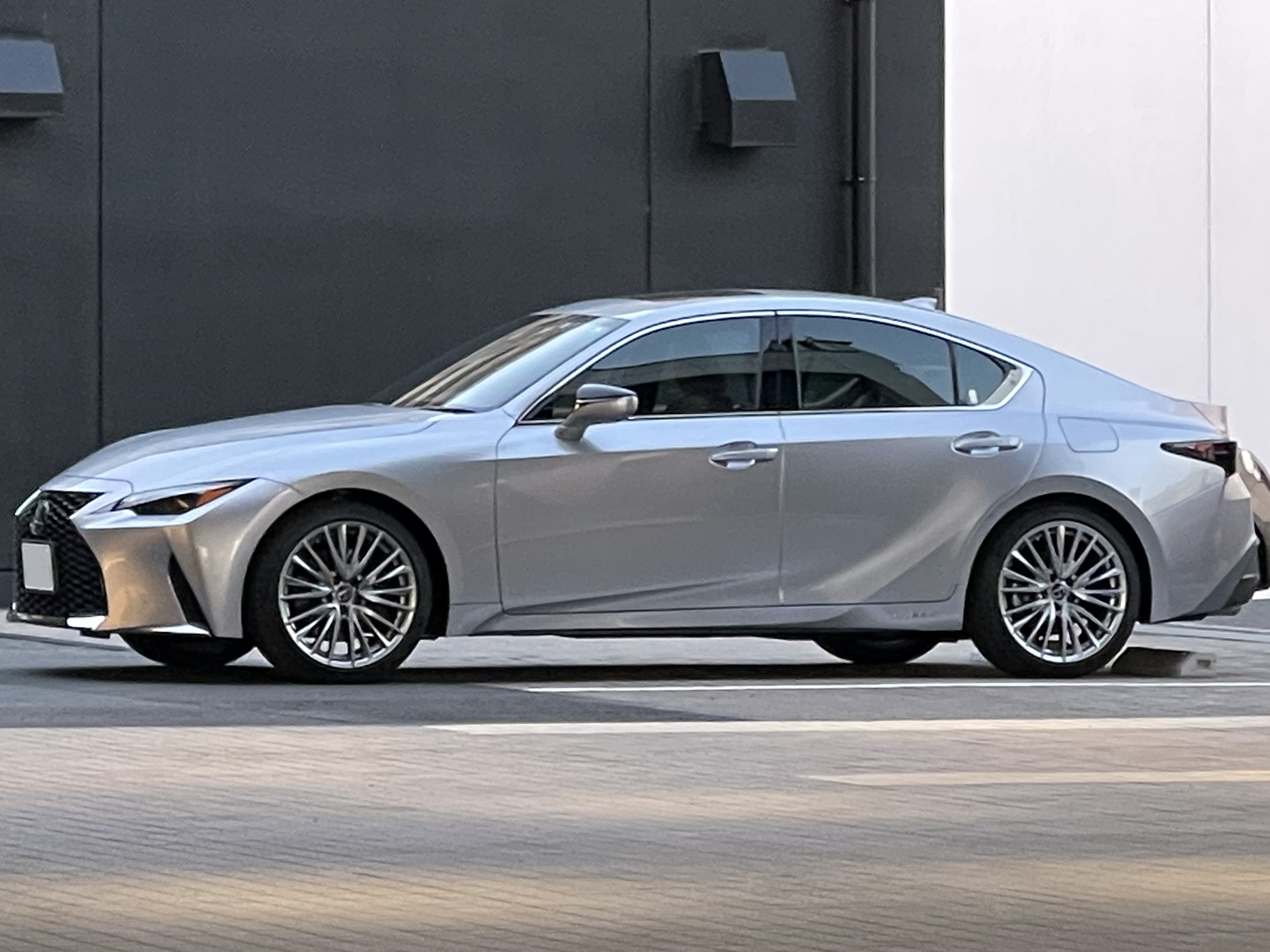
ノッチバックセダンの例：3代目レクサス・IS
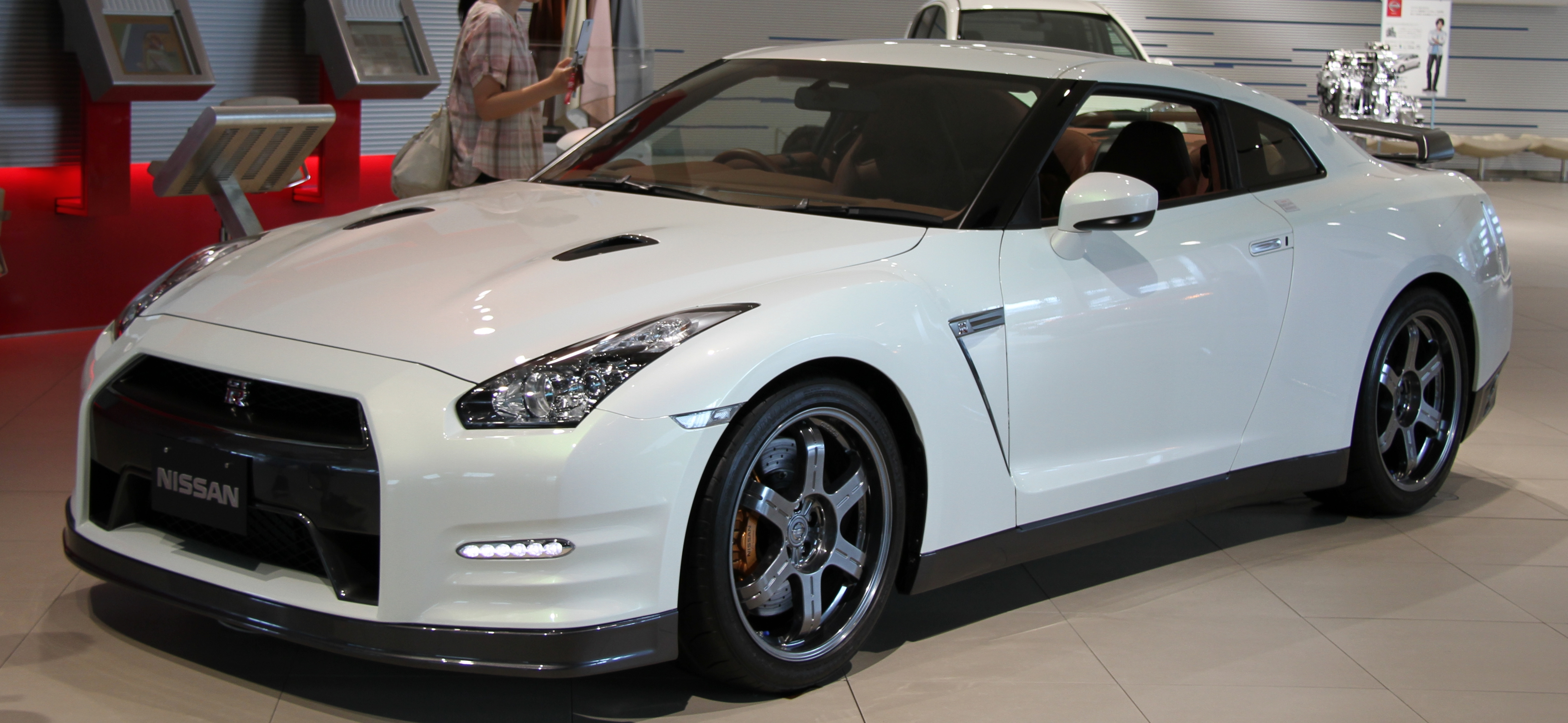
ノッチバッククーペの例：日産・GT-R
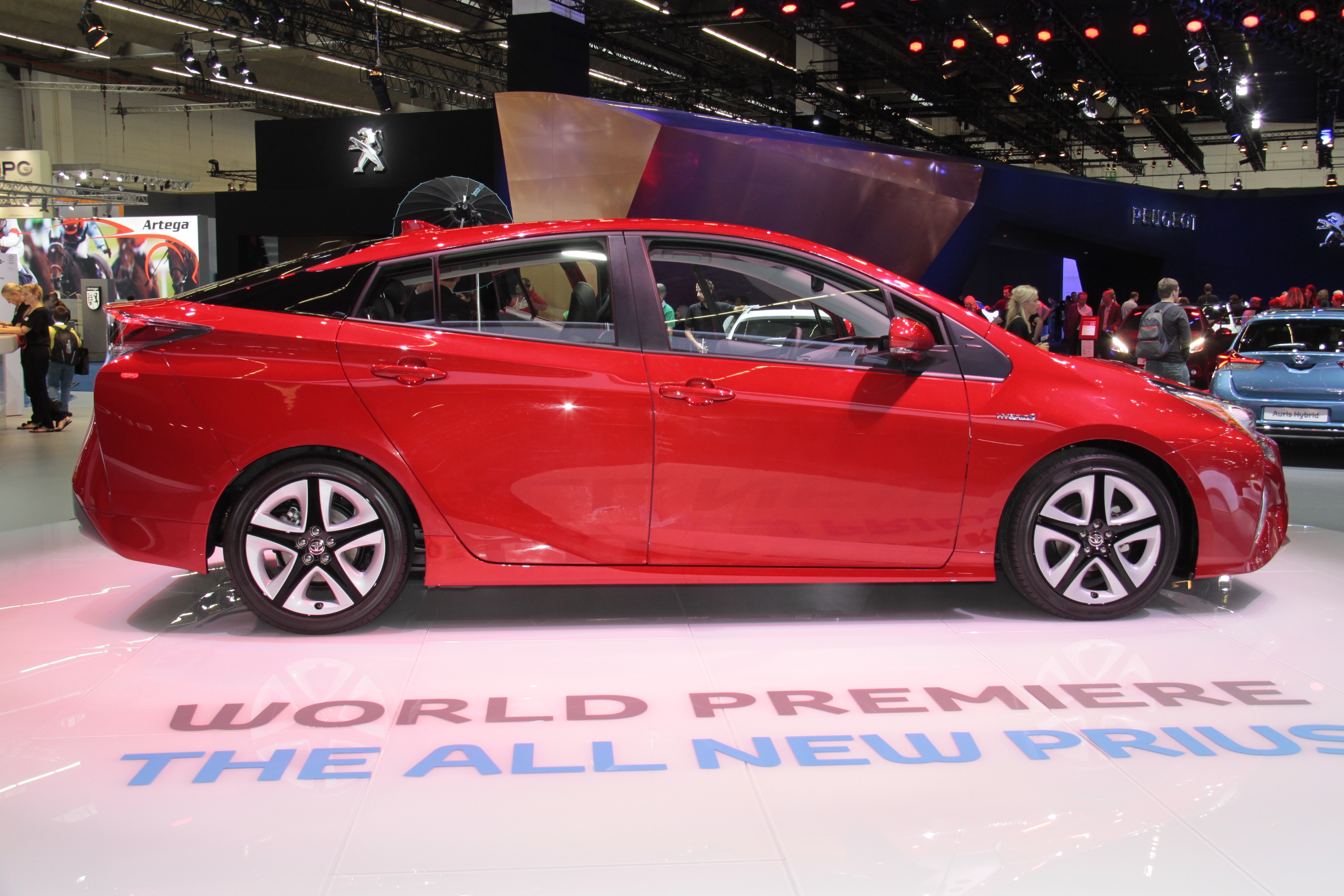
バックドアを持つセダンながら明確なノッチが見当たらないワンモーションフォルムの例：4代目トヨタ・プリウス
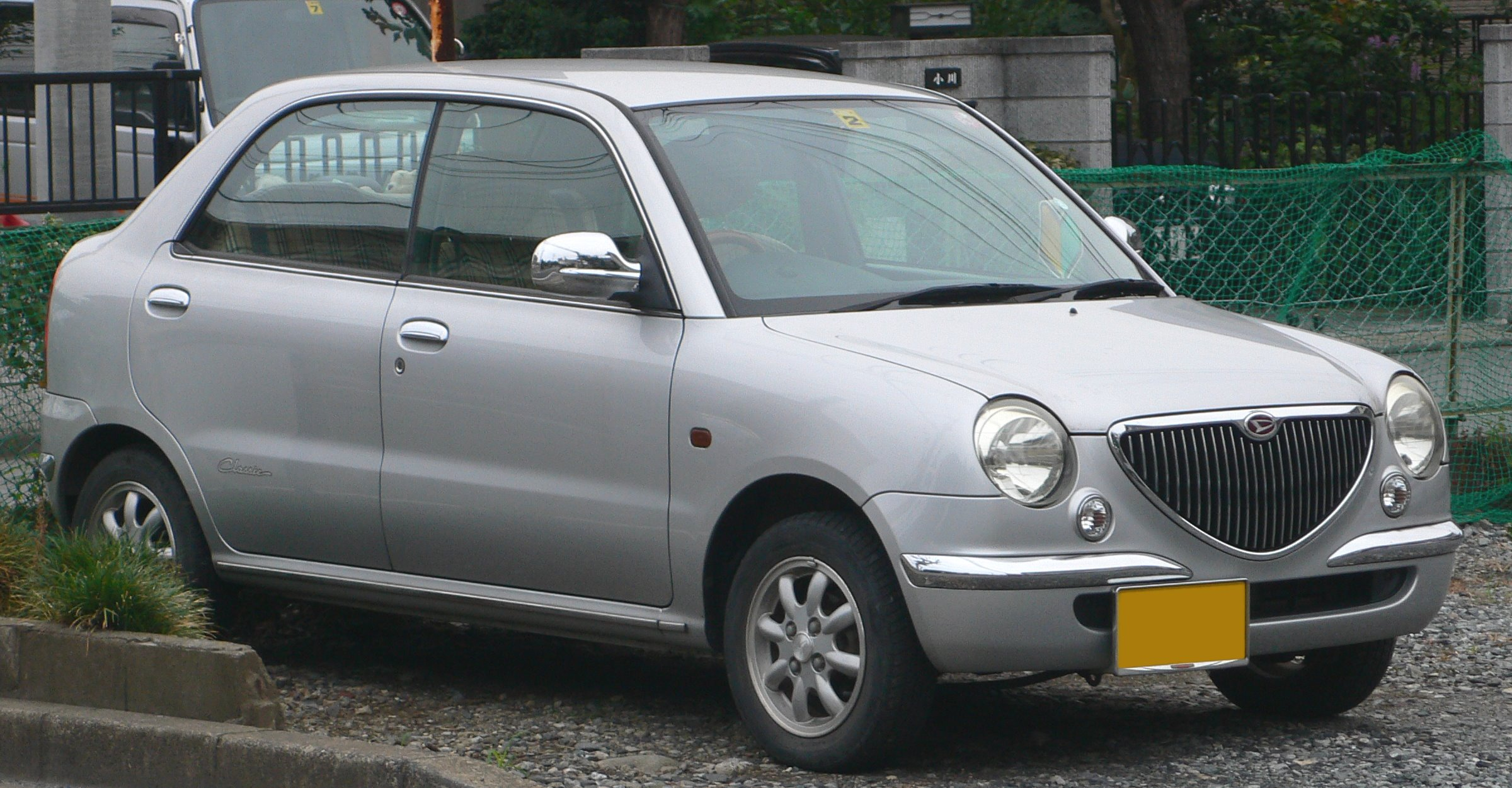
軽自動車におけるトランク付（ハードトップ）セミノッチバックセダンの例：2代目ダイハツ・オプティ

## ノッチバック車（クーペ）の例
- トヨタ・コロナ（3代目から7代目までの2ドアハードトップ）
- トヨタ・コロナクーペ
- トヨタ・クラウン（3代目から6代目までの2ドアハードトップ）
- トヨタ・カリーナ（初代から2代目までの2ドアハードトップ）
- トヨタ・セリカ（日本市場向けは3代目まで、北米市場向けは6代目まで存在していた）
- トヨタ・カローラ／トヨタ・スプリンター（両者共に2代目のノッチバッククーペと3代目・4代目の2ドアハードトップがこれに該当）
- トヨタ・カローラレビン／トヨタ・スプリンタートレノ
- トヨタ・セプタークーペ
- トヨタ・カレン
- トヨタ・サイノス
- トヨタ・ターセル（3代目から5代目までの2ドアが該当。ただし、2代目以前の2ドアはセダン扱い）
- トヨタ・エコークーペ
- トヨタ・86／スバル・BRZ
- トヨタ・ソアラ
- レクサス・RC／RC F
- 日産・レパード（初代、2代目）
- 日産・シルビア（2代目除く）
- 日産・ガゼール
- 日産・パルサーエクサ
- 日産・セントラ（初代から3代目までの各2ドア）
- 日産・ルキノクーペ
- 日産・GT-R
- 日産・スカイライン（C110系(ケンメリ)以外の各2ドア）
- ホンダ・1300クーペ
- ホンダ・プレリュード
- ホンダ・シビッククーペ
- ホンダ・アコードクーペ
- マツダ・R360クーペ
- マツダ・ファミリアクーペ
- マツダ・ファミリアロータリークーペ
- マツダ・ファミリアプレストクーペ
- マツダ・グランドファミリア
- マツダ・サバンナ
- マツダ・コスモ（2代目のみファストバックモデルも混在）
- マツダ・カペラ（5代目までの各2ドア）
- マツダ・ルーチェ（初代・2代目の各2ドア）
- 三菱・ギャラン（初代・2代目の各2ドア）
- 三菱・ギャランクーペFTO
- 三菱・FTO
- 三菱・ギャランΛ
- 三菱・ミラージュアスティ（4代目-5代目）
- スバル・レオーネクーペ（初代のみ）
- スバル・アルシオーネ
- スバル・アルシオーネSVX
- スバル・インプレッサリトナ
- いすゞ・ベレットGT
- フォード・マスタングクーペ（4代目）
- フォード・フォーカスクーペ（2代目）